# Códice Gero o Códice de Gero

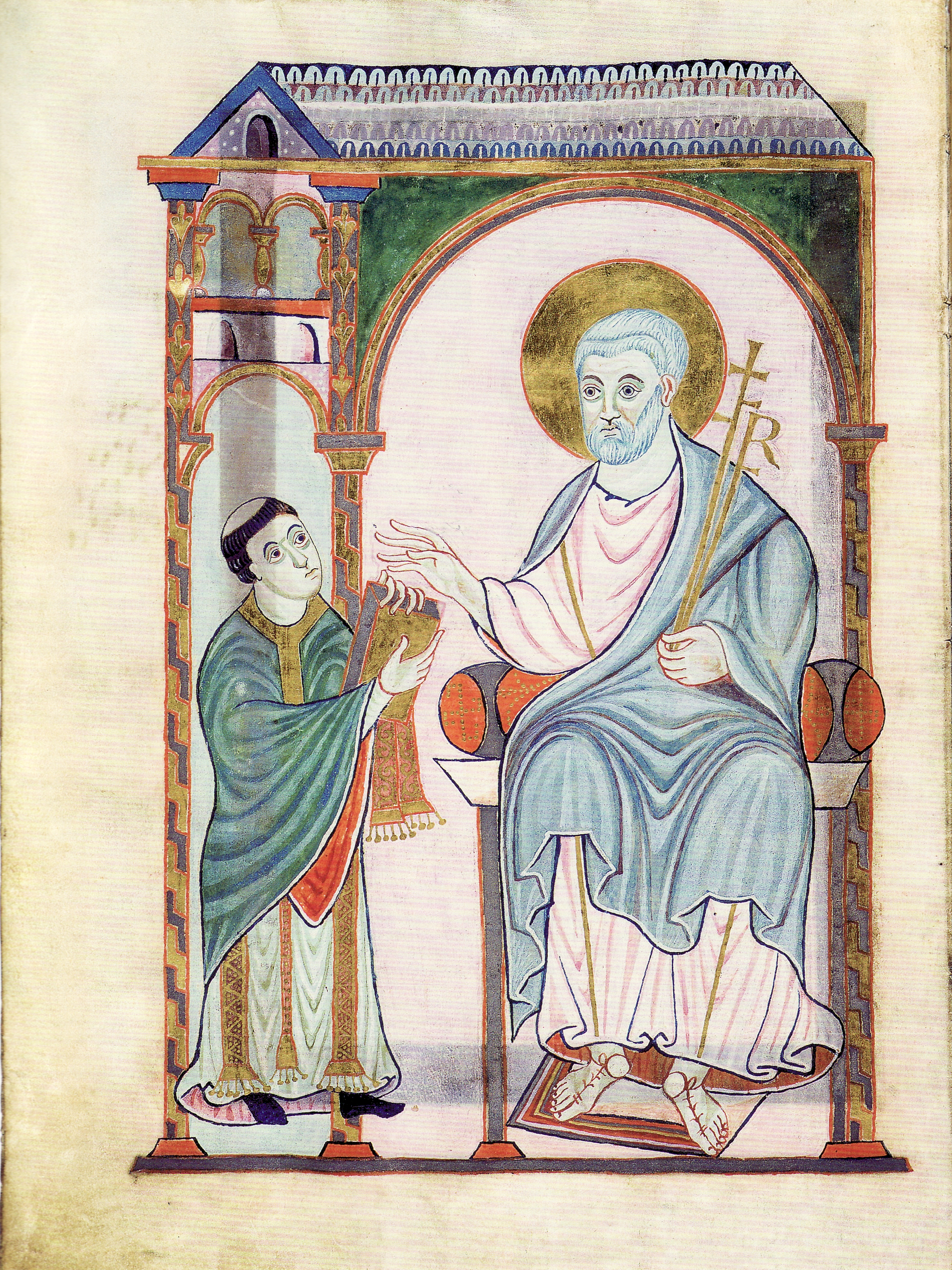
Ciclo de dedicatorias del Códice de Gero: Gero presenta el Códice a San Pedro (fol. 6 ^{v})

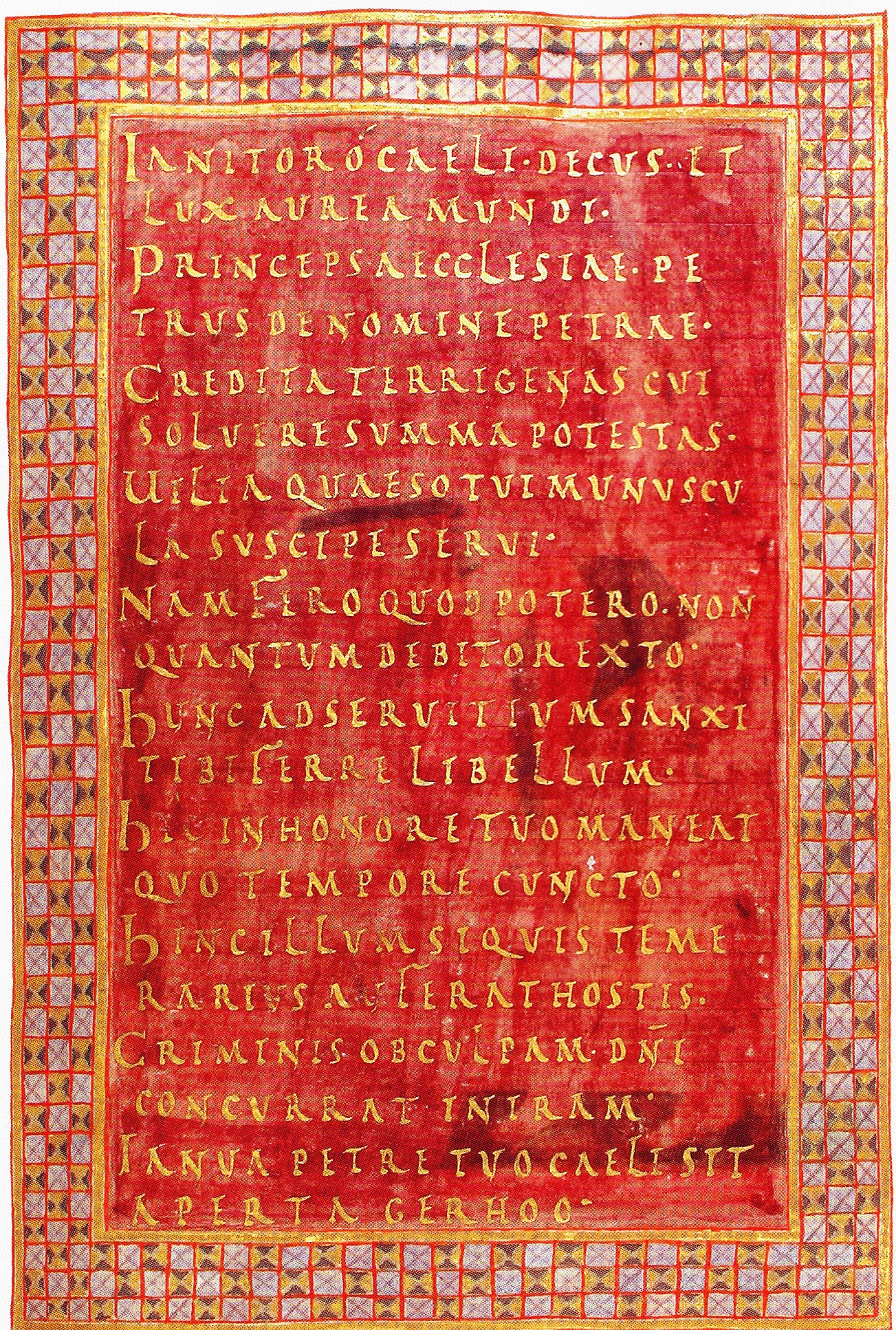
Poema dedicatorio de Gero a Pedro (fol. 7^{r}). Fragmentos en traducción alemana:
„Pförtner des Himmels,
Zierde und goldenes Licht der Welt, Fürst der Kirche, Petrus genannt nach dem Felsen,
dem höchste Macht gegeben ist, irdische Schulden zu lösen.
Nimm an – bitte ich – das wertlose Geschenk deines Dieners.
Denn ich bringe, was ich kannNicht mehr als ein Schuldner zeichne ich mich aus.
Zum Dienst an den Heiligen bringe ich dir das Büchlein. Dieses möge zu deiner Ehre bleiben zu aller Zeit. Wenn der verwegene Feind jenes hinwegreißt
trifft ihn die Schuld des Verbrechens.Den Zorn des Herrn ziehe er auf sich.
Petrus, deine Himmelstür möge Gero offen stehen.“
“Guardián del cielo, ornamento y luz dorada del mundo, príncipe de la iglesia, llamado Pedro como la roca,
a quien se le da el poder supremo para redimir las deudas terrenas.Acepta, te lo ruego, el indigno obsequio de tu siervo.Pues traigo lo que puedo, no lo que debo como deudor.
Para servirte, te he ofrecido este librito. Quiera sea preservado para siempre en tu honor. Si un enemigo engañado lo toma, incurrirá en la ira del Señor por la culpa del crimen.
Pedro, que tus puertas celestiales se abran a Gero”.

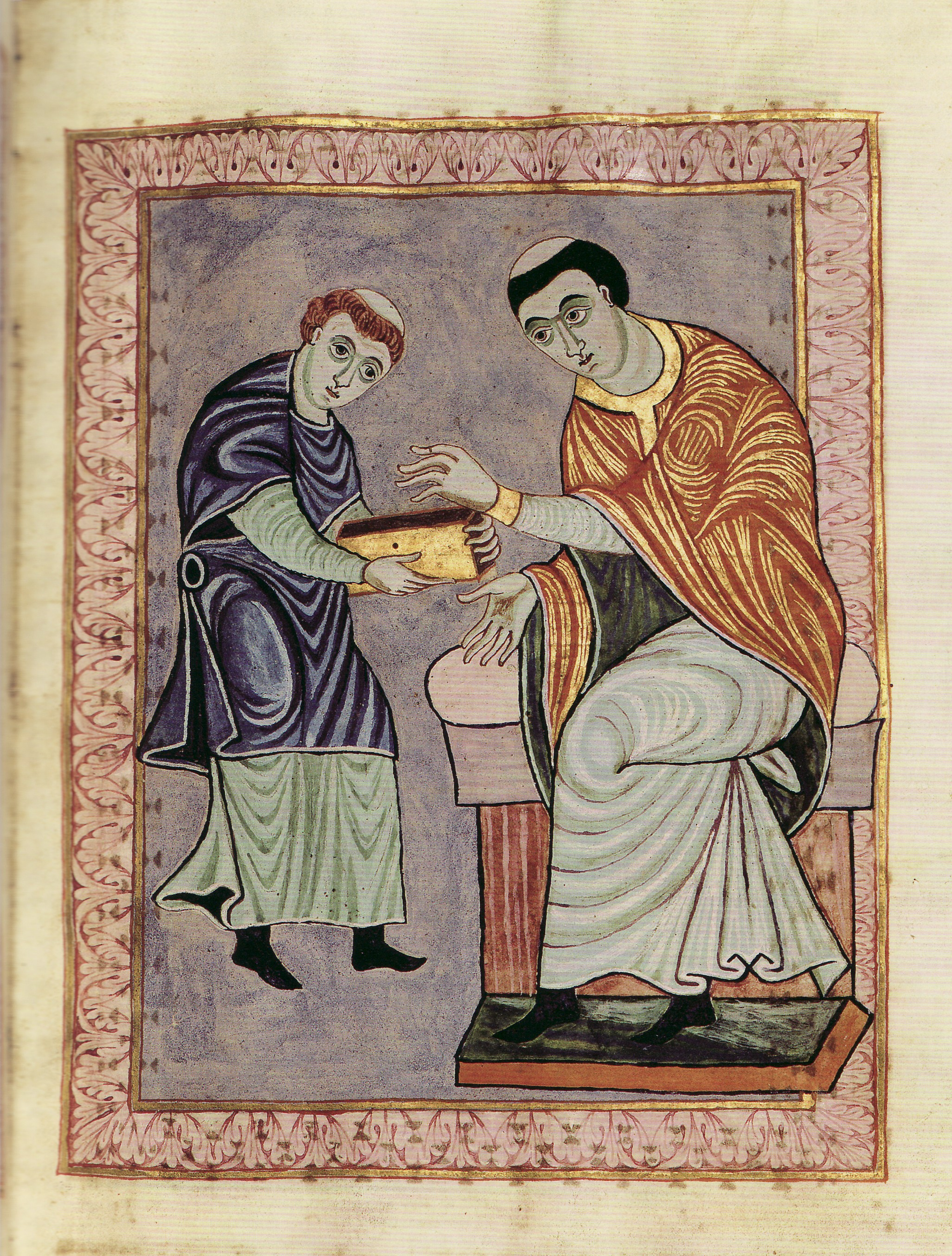
Ciclo de dedicatorias del Códice de Gero: El escriba Anno entrega la obra a Gero (fol. 7^{v})

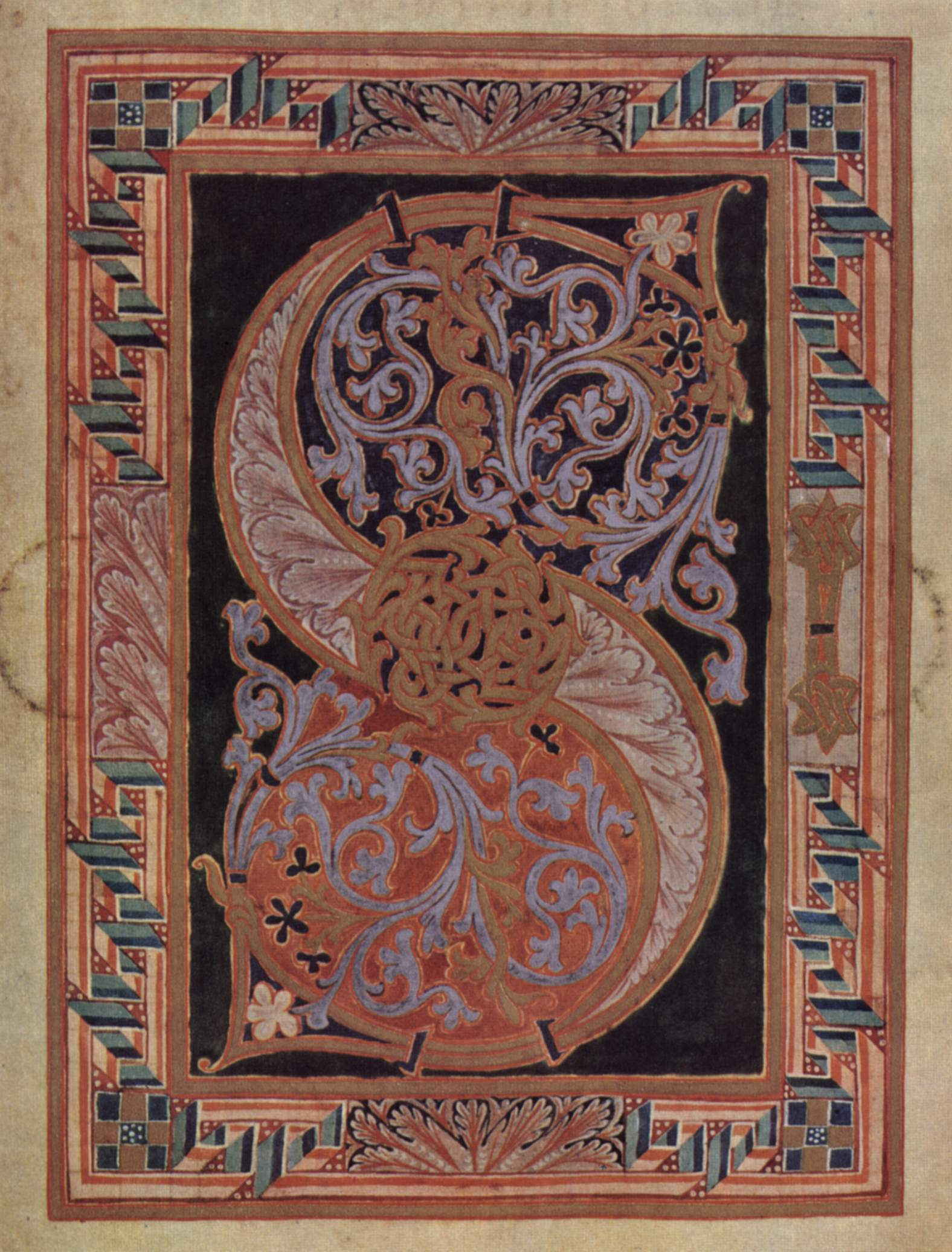
Inicial S del Códice Gero (fol. 103^{v})

El Códice Gero o Códice de Gero es el manuscrito medieval más antiguo atribuible a la escuela de iluminación de libros de la Abadía de Reichenau. Probablemente fue elaborado alrededor del año 969 para Gero, quien posteriormente sería arzobispo de Colonia. Este manuscrito iluminado es un ejemplo excepcional de la iluminación de libros otoniana y ha sido incluido en el año 2004 en la lista de la Memoria del Mundo de la UNESCO. Se trata de un evangelistario o libro de perícopas que contiene los textos evangélicos del año litúrgico. Su organización permitía incluir las partes de los evangelios necesarias para la Santa Misa y, por lo tanto, su uso durante la liturgia. El manuscrito se conserva actualmente en la Biblioteca Universitaria y Estatal de Darmstadt bajo la signatura Hs 1948.

## Artista y benefactor
Según la dedicatoria (fol. 8r), el escriba y probablemente también el ilustrador fue un monje llamado Anno de la escuela de pintura de la Abadía de Reichenau. Allí él está documentado como subdiácono en 958. Bajo el nombre de Anno, se conoce un grupo de manuscritos de Reichenau como el Grupo Anno. Estos incluyen el Sacramentario de Petershausen (Biblioteca de la Universidad de Heidelberg, Cod. Sal. IXb), el Epistolario en Cambridge (Museo Fitzwilliam, McClean 30) y un fragmento de un misal en París (BnF, Bibliothèque de l'Arsenal, Ms.610). Según investigaciones más antiguas, el artista se llamaba Eburnat. En consecuencia, también existe el concepto de Grupo Eburnat.
Según el poema dedicatorio, el manuscrito fue escrito para Gero, quien lo dedicó a San Pedro para una basílica dedicada a él. Dado que la Catedral de Colonia está dedicada a San Pedro, esto permitió identificar a Gero como el arzobispo Gero de Colonia. El factor decisivo para la datación es que al benefactor, Gero, se le designa "custodio de la Basílica de San Pedro " y, por lo tanto, aún no arzobispo. De ser así, la obra estaría fechada antes del año 969. Si el título de Domkustos se usara para describir el cargo de arzobispo, se situaría entre 969 y 976. Dado que Gero no aparece con vestimenta episcopal en la imagen dedicatoria, la teoría de que fue creada antes de 969 parece probable.
El motivo de la donación de Gero se menciona en el poema dedicatorio. Espera que San Pedro le abra las puertas del cielo en agradecimiento por el donativo. No se dispone de más información sobre otras razones. Gero, quien provenía de una familia sajona adinerada y de alta nobleza y probablemente pertenecía al Cabildo de la Catedral de Colonia, demostró tener los medios para encargar un manuscrito tan magnífico. Esperaba que esto le diera una ventaja en la competencia por una futura elección de arzobispo. Efectivamente fue elegido en el año 969 como obispo de Colonia.

## Descripción

### Apariencia y texto
El manuscrito de 30 × 23cm consta de 176 hojas de pergamino, cada una de las cuales mide 29,7 × 22,2cm. La obra contiene 298 lecturas para el año litúrgico. La encuadernación consiste en tablas de madera revestidas de cuero. Las tablas de madera son originales, pero se han cubierto con cuero nuevo. Presentan una depresión en el centro que originalmente contenía marfil. Durante la restauración de 1949, el lomo se sustituyó por gamuza. Se utilizó pergamino en lugar de las guardas de papel.
Está escrito en minúscula carolingia del siglo X. Para las portadas fueron utilizadas mayúsculas rústicas. El área de composición tipográfica es de una sola columna y se divide en 21 líneas por página.
El manuscrito es significativo por sus ocho ilustraciones. Estas miniaturas de página completa son:
- La dedicación de Anno al benefactor Gero
- La dedicatoria de Gero a su vez del manuscrito al apóstol Pedro
- cuatro representaciones, cada una de un evangelista
- la representación de la Maiestas Domini (La Majestad del Señor)
- y las mujeres en el sepulcro de Jesús en la inicial de Pascua M.

Las imágenes de los Evangelistas y la Maiestas Domini se inspiran en las representaciones de los Evangelios de Lorsch, 150 años más antiguos.Mateo aparece en el folio 1, seguido de Marcos, Lucas y Juan. Siguiendo el ejemplo de la Escuela de Ada, los Evangelistas aparecen sentados escribiendo bajo una estructura arqueada. Sobre sus cabezas se encuentran los símbolos habituales de los personajes representados. Las figuras representadas se muestran de tres cuartos de perfil, manteniendo así cierta distancia del espectador. En particular, la disposición de los Evangelistas al principio de la obra remite a los Evangelios de Lorsch
En las páginas del lado derecho junto a las imágenes hay áreas enmarcadas ornamentalmente en púrpura. En éstas hay versos escritos en tinta dorada sobre las personas representadas. La imagen de la Maiestas Domini (fol. 5v) está en un marco circular ornamental con medallones de los cuatro símbolos de los evangelistas. La serie de imágenes dedicatorias comienza en el fol. 6v. En esta imagen, Pedro y Gero están representados debajo de un edificio de iglesia estilizado. Varios aspectos enfatizan las diferencias entre Gero y Pedro. Las diferencias de tamaño entre las dos figuras son particularmente significativas. Pedro es exagerado por su nimbo, trono y evitación del contacto visual con Gero, así como por el colorido. En contraste, Gero, vestido con túnicas sacerdotales, mira humildemente a Pedro. La interpretación de los dos bastones/llaves en la mano de Pedro, que terminan en letras, no está clara. Algunos lo leen como Petr., otros ven las letras FR para Forum, un término para jurisdicción. En el fol. 7v, se muestra al monje Anno entregando el libro terminado a Gero, benefactor quien se encuentra sentado. En contraste con los diferentes colores del fondo en el caso de Pedro y Gero en la primera imagen de dedicatoria, las figuras de Anno y Gero se representan sobre un fondo azul pálido. En esta imagen, Gero es la figura dominante debido a su altura, su asiento en forma de trono y el esplendor de sus vestiduras. En contraste, el monje Anno presenta el libro terminado a Gero con una pose humilde 
Las imágenes dedicatorias también se encuentran enmarcadas ornamentalmente en púrpura. Las páginas siguientes (fols 8v – 10r) están en blanco. Le siguen dos páginas con magníficas iniciales en letras doradas, púrpura y otros elementos. Se pueden encontrar páginas iniciales similares en el folio 13r y el 85r. Sin embargo, en el folio 86r, en la M del nombre María, hay representaciones de mujeres y ángeles delante de la tumba vacía de Jesús. El Evangelio de Pentecostés comienza con dos páginas decorativas. La primera tiene letras doradas sobre morado. La segunda muestra una S ricamente ornamentada sobre un fondo verde. El Evangelio Natale S. Petri también comienza con una página decorativa. En total, hay otras iniciales más pequeñas de unas 4-5 líneas de altura en el texto en casi todas las páginas de la obra. Las iniciales sirven para marcar secciones y facilitar la lectura en voz alta. En algunos casos, representaciones figurativas como una garza real o la “serpiente orejera” también aparecen en otras iniciales.

## Significado

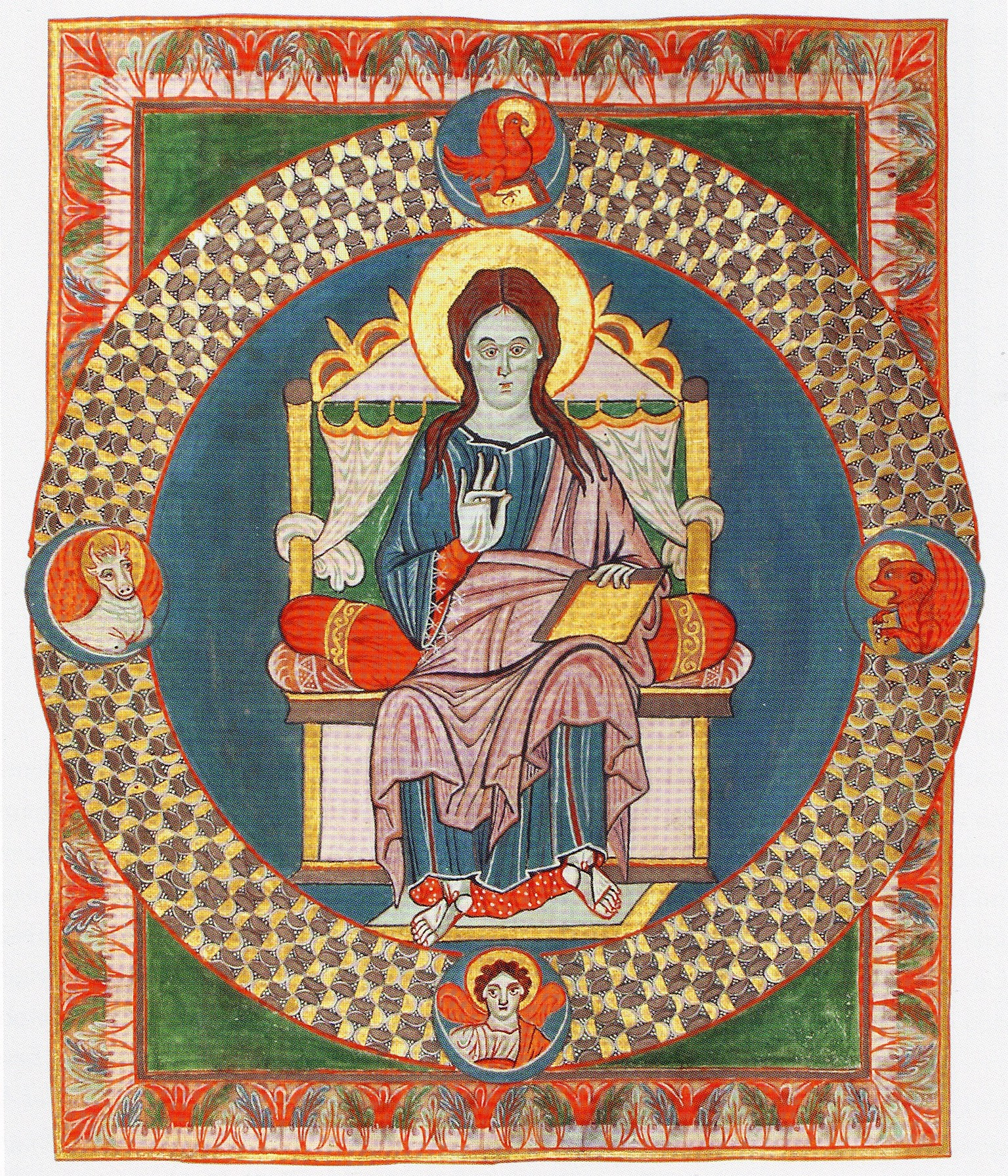
Majestas Domini (Representación de Cristo entronizado, rodeado de los símbolos de los evangelistas) (fol. 5v)

El códice demuestra cómo la iluminación de libros durante la época de los reyes otonianos se basaba en modelos del período carolingio. Las representaciones figurativas del Códice Gero son las más antiguas del scriptorium de Reichenau. Además de estas representaciones, el Códice Gero contiene una serie de páginas decorativas con iniciales ornamentales. Los adornos de zarcillo del códice revelan modelos de la Abadía de San Galo. El propio Códice Gero estableció una tradición a la que pertenecen los nueve manuscritos restantes del Grupo Eburnant o Grupo Anno de la escuela de iluminación de libros de Reichenau.
En particular, existen referencias cercanas a los Evangelios de Lorsch. Sin embargo, no está claro hasta qué punto el propio Anno estaba familiarizado con esta obra. No obstante, existen claras diferencias. Por ejemplo, el fondo de las miniaturas de los Evangelios de Lorsch es más atmosférico y las figuras parecen menos monumentales que en el Códice de Gero. En general, las imágenes del códice más reciente presentan un diseño más sencillo. El elemento gráfico es más importante que la perspectiva y la representación de la naturaleza. Las figuras son significativamente más grandes en relación con los elementos arquitectónicos que en el modelo carolingio y parecen simplificadas. La deliberada simplicidad y austeridad de la pintura otoniana enfatiza el contenido sagrado.
La importancia de Anno y su obra reside principalmente en el hecho de que evidentemente incorporó y combinó en su obra sugerencias de otras obras de origen carolingio, bizantino y posiblemente romano.

## Historial de ubicación

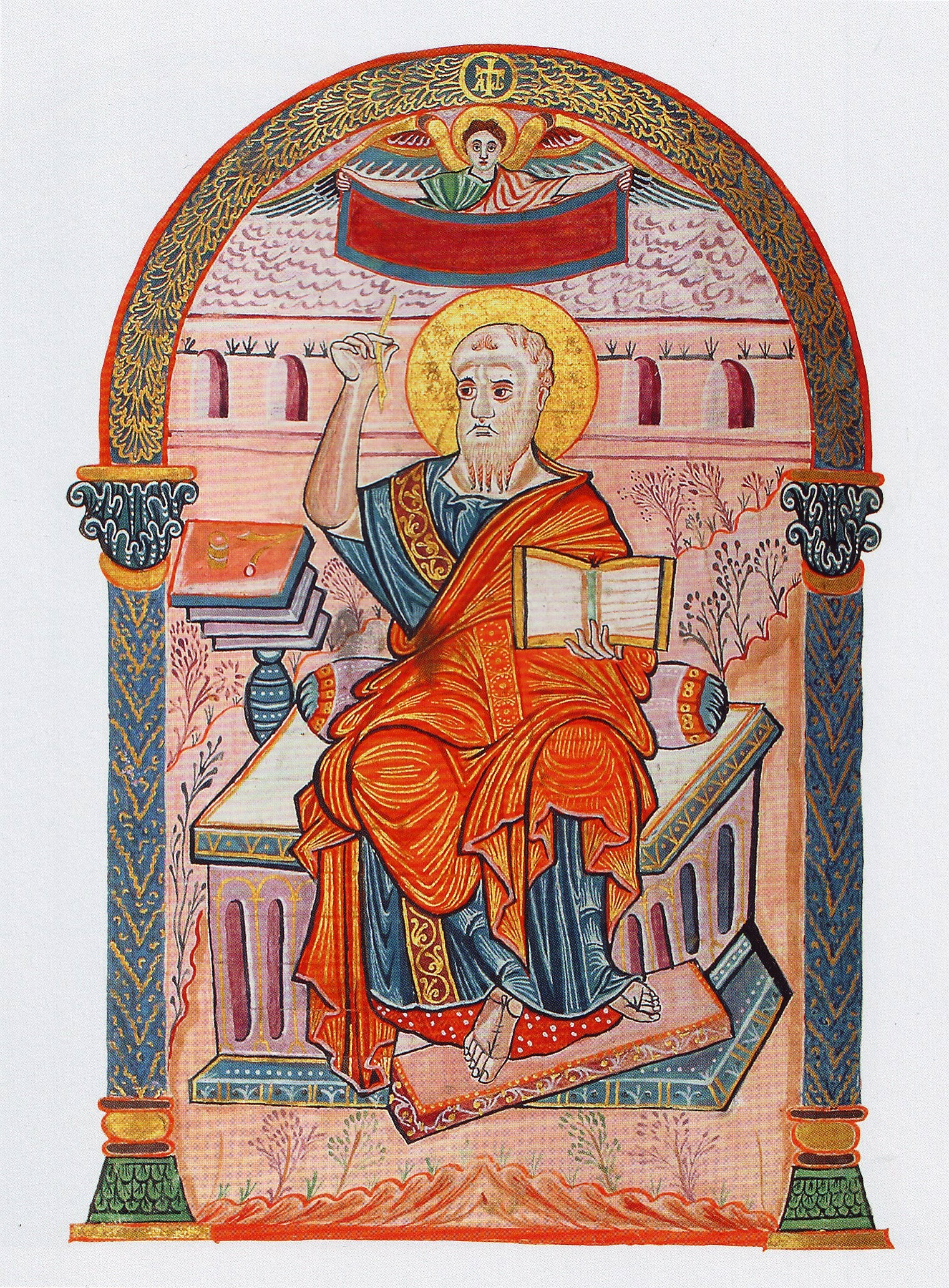
El evangelista Mateo en el Códice Gero (fol. 1^{v})

Solo se puede saber parcialmente a través de indicios a quién perteneció el manuscrito a lo largo de los siglos. Inicialmente, perteneció a la Biblioteca de la Catedral de Colonia durante mucho tiempo y pudo haber tenido fines litúrgicos. Sin embargo, a mediados del siglo XVIII, la obra ya no aparece en el catálogo de la biblioteca de Joseph Hartzheim. Anteriormente se creía que estaba en posesión del Monasterio de Grafschaft. Sin embargo, dado que a principios del siglo XIX se le conocía como el «libro ilustrado de Wedinghausen», hoy en día se asume generalmente que el manuscrito de Colonia llegó al monasterio premonstratense de Wedinghausen en una fecha desconocida. Es posible que el libro ya formara parte del ajuar litúrgico fundacional del monasterio.
El códice permaneció en el monasterio durante varios siglos hasta 1803 en tiempos de la secularización, cuando el monasterio se disolvió. El nuevo gobernante, Landgrave y más tarde Gran Duque Luis I de Hesse-Darmstadt, estaba personalmente interesado en antiguos tesoros de arte y manuscritos. Sin embargo, la descripción contemporánea de las tres obras que le interesaron en particular es imprecisa. El libro conocido como el Códice con el Ciervo se identifica como el Códice Hillinus. Este se encuentra ahora en la Biblioteca de la Catedral de Colonia (Manuscrito de la Catedral 12). El Códice Hitda (Darmstadt Hs.1640) fue conocido como el Códice de Meschede y el Códice Gero como el libro ilustrado de Wedinghausen. El Landgrave hizo traer los dos últimos libros a Darmstadt. El Códice Gero fue una de las posesiones más valiosas de la Biblioteca de la Corte de Darmstadt. Conservó esta importancia incluso cuando se convirtió en la actual Biblioteca Universitaria y Estatal de Darmstadt. El libro está disponible para un público más amplio como edición facsímil digital en CD y en línea

## Exposiciones
Por razones de conservación, el manuscrito original rara vez es exhibido en exposiciones. Incluso para celebrar su inclusión en el programa Memoria del Mundo en 2004, solo se exhibió en la isla de Reichenau un facsímil completo.
Del 24 de octubre de 2009 al 17 de enero de 2010, el Códice Gero se exhibió en el Monasterio de Wedinghausen en Arnsberg. Esta exposición se limitó básicamente al códice, expuesto en una vitrina climatizada. Por razones de conservación, la sala se oscureció y el libro se iluminó con una sola fuente de luz para realzar sus ilustraciones. Un proyecto estudiantil de la Universidad de Ciencias Aplicadas del Suroeste de Alemania también presentó una presentación multimedia en las demás salas de la exposición, con imágenes y textos sobre el diseño, la historia y los antecedentes del libro.
En 2024, se exhibió el códice en Constanza en el marco de la importante exposición estatal «Patrimonio Mundial de la Edad Media: 1300 años de la isla monástica de Reichenau». Se presentó la página del libro que representa a Juan el Evangelista.

## Enlaces web
- Copia digital en las colecciones digitales de la Biblioteca Universitaria y Estatal de Darmstadt
- Video exposición: El Códice Gero en el Monasterio de Wedinghausen